# Genieße jeden Augenblick
Genieße jeden Augenblick ist ein deutscher Fernsehfilm der Frühling-Filmreihe von Gunnar Fuss, der am 19. Januar 2020 erstmals im ZDF ausgestrahlt wurde.
Der Film erzählt die Geschichte der Dorfhelferin Katja Baumann, gespielt von Simone Thomalla, die Familien in Notsituationen zur Seite steht und gleichzeitig versucht, Frühling in die Herzen der Menschen zu tragen. Es ist der 24. Film einer Reihe, in deren Mittelpunkt die Menschen des Ortes mit Namen Frühling stehen.
Marco Girnth ist in einer wiederkehrenden Rolle als Tierarzt Mark Weber besetzt sowie Johannes Herrschmann als Pfarrer Sonnleitner. Christoph M. Ohrt und Kristo Ferkic sind wiederum als Jan und Adrian Steinmann dabei, Nadine Wrietz als Katjas Freundin Leslie Wolff und Julia Beautx als Lilly Engel. Die Haupt-Gaststars dieser Folge sind Clelia Sarto, Emilia Bernsdorf, Wowo Habdank und Justus Johanssen.

## Handlung
Dorfhelferin Katja Baumann begegnet auf der Landstraße Erika Brugger, die – anstatt auf der Beerdigung ihres Mannes zu sein – verwirrt umherirrt. Kurzerhand nimmt Katja sie mit ins Krankenhaus. Der Arzt diagnostiziert eine posttraumatische Belastungsstörung als Folge eines Schocks. Bruggers neunzehnjähriger Tochter Johanna fällt es schwer zu begreifen, dass ihre Mutter sich an des Geschehene nicht erinnern kann. Zudem ist sie auf Jürgen Fichte, den besten Kumpel ihres Vaters, extrem wütend und gibt ihm die Schuld an dessen Unfall. In seiner Not bittet Fichte Katja um Hilfe, damit sie einmal in Ruhe mit Johanna spricht. Sie spürt sehr schnell, dass Johanna mit der Situation völlig überfordert ist und sichert ihr Unterstützung zu. So kümmert sich Katja um Johannas Mutter und fasst auch im Haushalt mit an. Bei einem der Spaziergänge mit Erika Brugger erfährt sie zufällig von einer Nachbarin, dass es bei deren Mutter genauso „angefangen“ habe. Das gibt Katja zu denken und sie spricht mit dem Arzt, der eine genetische Disposition für möglich hält. Somit könnte auch Johanna betroffen sein, was man aber durch eine medizinische Untersuchung klären könnte. Katja scheut sich, Johanna diese Botschaft zu überbringen, zumal die sich gerade mit Jürgen Fichte wieder versöhnt hat. Auf Dauer lässt sich ein Gespräch allerdings nicht vermeiden, da die Krankheit bei einer Früherkennung besser behandelt werden kann.  Johanna will sich allerdings nicht testen lassen, um nicht von nun ab immer daran denken zu müssen, dass sie bald krank sein könnte. Auch um ihre Mutter will sie sich so lange kümmern, wie sie kann und die Zeit mit ihr genießen.
Privat hat Katja etwas Stress mit ihrem Mitbewohner Jan Steinmann. Er ist gerade mit der Renovierung seines kleinen Gasthauses, das er „Carpe diem“ nennen will, beschäftigt und hat wenig Sinn für Katjas gut gemeinte Ratschläge. Daneben kümmert sie sich auch um ihre Freundin Leslie Wolff. Sie möchte ihr gern seelischen Beistand geben, denn Leslie wurde von ihrem Mann verlassen. Es ergibt sich, dass Leslie bei Jan als Köchin arbeiten könnte. Kaum hat Leslie diese für sie frohe Botschaft vernommen, da hat sie auch schon neue Sorgen. Ein flüchtiger Bekannter erpresst sie mit kompromittierenden Fotos. Leslie befürchtet, dass sie das Sorgerecht für ihre beiden Kinder verlieren könnte, wenn das bekannt wird. Katja wäre nicht Katja, hätte sie nicht eine Idee, wie man den Mann aufspüren und ihm einen Denkzettel verpassen könnte.

## Produktionsnotizen
Die Episode wurde vom ZDF in Zusammenarbeit mit „Seven Dogs Filmproduktion“ und UFA Fiction produziert und im Rahmen der ZDF-„Herzkino“-Reihe und als 24. Folge der Frühling-Filmreihe ausgestrahlt. Die Dreharbeiten erfolgten unter dem Arbeitstitel Frühling – Pflücke den Tag an 21 Drehtagen zwischen dem 14. Mai und dem 12. Juli 2019 in der Gemeinde Hausham. Einer der Hauptdrehorte ist das „Cafe Huber“ in Bayrischzell und die Kurklinik in Thiersee sowie der See selbst.

## Rezeption

### Einschaltquote
Bei der Erstausstrahlung am 19. Januar 2020 wurde Genieße jeden Augenblick in Deutschland nur von 5,62  Millionen Zuschauern gesehen, was einem Marktanteil von 15,7 Prozent entsprach.

### Kritik
Rainer Tittelbach von tittelbach.tv befand: „Die Geschichte über eine Ehefrau, die scheinbar den Unfalltod ihres Mannes nicht verkraftet und sich in eine Dissoziative Amnesie flüchtet, plätschert zunächst eine ganze Weile vor sich hin. Der Zuschauer ist längst im Bilde, doch Katja Baumann (Simone Thomalla) hinkt dem Geschehen hinterher. Dafür muss sie umso mehr im Auto sitzen, und die Kameradrohnen dürfen fleißig die Landschaft abfliegen.“ „Es kommt dann aber alles noch sehr viel schlimmer… Auch der Nebenplot um die von ihrem Ehemann betrogene und verlassene Leslie (Nadine Wrietz) wirkt zunächst wenig aufbauend; doch Dank der Heldin endet ein peinliches Dating-Abenteuer nicht auch noch dramatisch, sondern mit einem Schabernack.“
Oliver Armknecht von film-rezensionen.de nannte die Folge: „völlig überladen“, denn es gibt „ein ganzes Füllhorn an Problemen, welches die von Anfang an für die Reihe tätige Drehbuchautorin Natalie Scharf, da ausschüttet.“ „Da ist nie der Raum, um die einzelnen Aspekte zu vertiefen oder sich auch mal wirklich mit einem Thema auseinanderzusetzen. Stattdessen gibt es plakative Dramatik, die dem Ganzen nicht gerecht wird.“ „Fans der Reihe wird das nicht stören, sie haben sich längst an das Melodramatische gewöhnt, das hier als Leben verkauft werden soll. Der Rest kann sich den Teil sparen.“
Die Kritiker der Fernsehzeitschrift TV Spielfilm zeigten sich auch von diesem Film der Reihe nicht überzeugt und führten aus: „Im Lauf des Dramas, das mit bösen Überraschungen aufwartet, kann einem der Teenager wirklich leidtun. Da erscheint der Versuch, zur Versöhnung eine schöne Botschaft reinzupacken, verharmlosend und ebnet den Weg zu einem kitschigen Ende.“ Fazit: „Herzzerreißend, aber unpassend kitschig.“